# بابا محمد سنجابي (مقاطعة دلفان)
بابا محمد سنجابي (بالفارسية: بابا محمد سنجابی) هي مستوطنة تقع في قسم نورعلي الريفي (مقاطعة دلفان) في إيران. يقدر عدد سكانها بـ 164 نسمة بحسب إحصاء 2016.